# فینال جام ملت‌های اروپا ۱۹۸۸

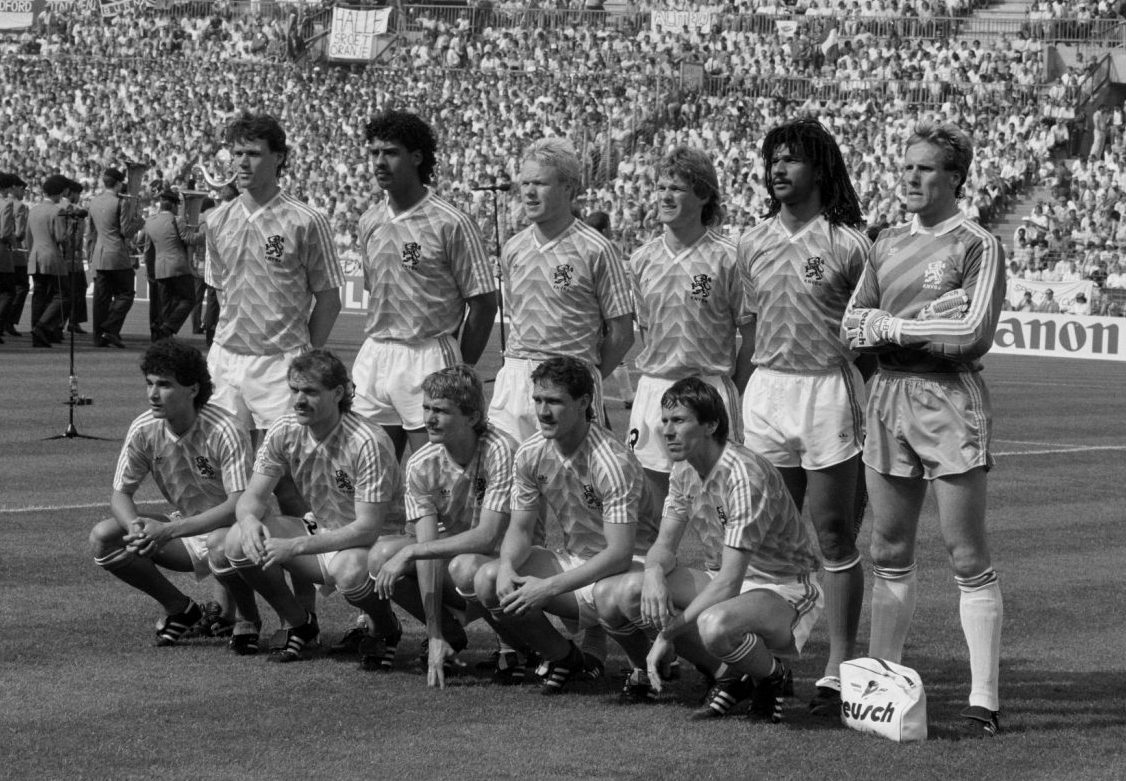
فینال

فینال جام ملت‌های اروپا ۱۹۸۸، رقابت پایانی جام ملت‌های اروپا ۱۹۸۸ است که مابین تیم ملی فوتبال هلند و تیم ملی فوتبال شوروی در ورزشگاه المپیک مونیخ، مونیخ برگزار شده‌است.
این مسابقه که در تاریخ ۲۵ ژوئن ۱۹۸۸ انجام شده‌است با نتیجه ۲ بر ۰ به سود تیم ملی فوتبال هلند به پایان رسید.